# كأس الإيثار - بغداد 1964
كانت كأس الإيثار 1964 هي النسخة الثالثة من كأس المثابرة في بغداد. المباراة كانت بين الفائز ووصيف دوري المؤسسات لموسم 1963–64، القوة الجوية والفرقة الثالثة، وفاز القوة الجوية بالمباراة بنتيجة 3-0.

## مباراة

### تفاصيل
| القوة الجوية      | 3–0 | الفرقة الثالثة |
| ----------------- | --- | -------------- |
| إشعيا · جحا · عطا |     |                |